# 1971 a légi közlekedésben
Ez a lista az 1971-es év légi közlekedéssel kapcsolatos eseményeit tartalmazza.

## Események

### Május
- május 27. – Hat személy eltéríti a Nagyvárad–Bukarest menetrend szerinti repülőjárat gépét Bécsbe.

### Június
- június 6. – 18:11 (helyi idő szerint), San Gabriel-hegység, Los Angeles megye. Összeütközik a Hughes Airwest légitársaság N9345 lajstromjelű Douglas DC–9-31 típusú utasszállító repülőgépe Az Amerikai Egyesült Államok Haditengerészetének McDonnell Douglas F–4B Phantom II típusú vadászrepülő gépével. Az utasszállítón 44 utas, 5 fő személyzet van a baleset idején, mindannyian életüket vesztik. A vadászgépen 2 fős személyzet van a baleset idején, 1 fő közülük életét veszti.[1][2]

### Augusztus
- augusztus 28. – Leszállása előtt pár perccel, a repülőtér megközelítési szakaszában Koppenhága előtt a tengerbe csapódott a Malév egyik Il–18V típusú utasszállító repülőgépe. A HA–MOC lajstromjelzésű repülőgépen 34 fő tartózkodott, melyek közül mindössze hárman, egy férfi és két nő, élte túl a balesetet, harmincegyen életüket vesztették, közöttük a korábbi Magyar Királyi Honvéd Légierő legeredményesebb vadászrepülőgép-pilótája, vitéz Szentgyörgyi Dezső kapitány, főpilóta is. A katasztrófát feltehetőleg egy ritka meteorológiai esemény, az úgynevezett microburst, kis kiterjedésű, de intenzív leáramlás okozta, melyről akkoriban még keveset tudtak, a szerencsétlenül járt repülőgép pedig kis vonóerő-tartalékai miatt ennek kivédésére alkalmatlan volt, alacsony repülési magassága miatt is.[3] A fedélzeten tartózkodtak többek között: vitéz Szentgyörgyi Dezső gépparancsnok, Menyhárt József másodpilóta, Jancsovics Pál navigátor, Lantos Károly hajózótávírász, Aladi László hajózószerelő, Tolnai Klára, Iván Éva Margit, Dr. Galgóczi Tamásné, Szalai Jánosné légiutas-kísérők, valamint Téglás Gyula, a Malév koppenhágai állomásvezetője.[4]

## Első repülések
- június 1. – A CCCP-77101 lajstromszámú, nullszériás Tu–144Sz első felszállása.
- március 20. – A CCCP-77102 lajstromszámú, sorozatgyártott Tu–144Sz első felszállása.